# USA-225
USA-225 – amerykański satelita technologiczny Narodowego Biura Rozpoznania.
Pierwotnie start satelity miał się odbyć w marcu 2011. Pierwsza próba odbyła się jednak 5 lutego, ale z powodu usterki nadajnika została przerwana (T-15 minut 55 sekund) i przesunięta na 6 lutego.